# Western Swing
Als Western Swing wird eine Musikrichtung bezeichnet, die Anfang der 1930er Jahre im Südwesten der Vereinigten Staaten aus einer Verbindung von traditioneller texanischer Musik mit Elementen des Blues und verschiedenen Spielarten des Jazz entstanden ist. Im Laufe seiner Entwicklung wurde er von weiteren Stilrichtungen beeinflusst. Ähnlich wie die Western Music wird der Western Swing heute überwiegend als eines der zahlreichen Subgenres der Country-Musik angesehen. Diese Einordnung ist jedoch umstritten.
Der Western Swing war in erster Linie als Tanzmusik für Livebands konzipiert. Sein charakteristisches Merkmal ist die Verbindung von eigentlich eher urbanen Big Bands bzw. ihres typischen Sounds und dem eher ländlichen Cowboy-Image. Während es sich ursprünglich um ein regionales Phänomen in Texas handelte, breitete er sich in den 1930er und 1940er Jahren auch in Oklahoma und an der Westküste der USA aus, insbesondere in Kalifornien.

## Geschichte
Der Begriff Western Swing wurde 1942 von Spade Cooley (bzw. seinem damaligen Manager Foreman Phillips) geprägt, der sich nach einem musikalischen Wettstreit mit Bob Wills selbst als „King of Western Swing“ bezeichnete und 1945 in einem gleichnamigen Kurzfilm auftrat. Als eigentliche Begründer des Genres gelten jedoch Bob Wills und vor allem Milton Brown, die seit Anfang der 1930er Jahre aus verschiedenen Einflüssen einen neuen Stil entwickelt hatten. Brown kam jedoch bereits 1936 bei einem Verkehrsunfall ums Leben, so dass sich Wills zunehmend zur dominierenden „Vaterfigur“ des Western Swing entwickelte. Daneben brachten aber auch zahlreiche andere Bands ihre jeweiligen eigenen Einflüsse ein und trugen so maßgeblich zur Entwicklung der neuen Musik bei.
Die Wurzeln des Western Swing liegen neben der überlieferten musikalischen Tradition des amerikanischen Südwestens auch in afroamerikanischen Einflüssen wie Blues, Swing und Dixieland. Daneben spielte auf soziologischer Ebene die Landflucht der damaligen Zeit eine Rolle, später zudem das Umfeld der Rüstungsindustrie während des Zweiten Weltkriegs: Einerseits zog mit der Landbevölkerung auch ihre Musik in die Ballungszentren und vermischte sich dort mit den eher urbanen Stilen. Andererseits stieg in den Städten die Nachfrage nach Darbietungen ländlicher Musik.

### Ursprünge
Fiddle-Musik hatte in Texas seit jeher eine große Rolle gespielt, war jedoch zunächst weniger von Elementen des Blues beeinflusst als die Musik im Südosten der USA. Die Ursprünge dieser musikalischen Tradition lassen sich bis in die Zeit der spanischen Kolonisation zurückverfolgen, die Texas tiefgreifend prägte. Die Spanier etablierten dort nicht nur die Rinderzucht mit ihren kulturellen Begleiterscheinungen, sondern führten dort auch ihre speziellen Instrumente wie Violine und Gitarre ein sowie charakteristische Tanzveranstaltungen: die ausschweifenden Fandangos (abgeleitet von dem gleichnamigen Tanz) und die eher beschaulichen Bailes. Das Tanzen war ein wichtiger Bestandteil der spanisch-texanischen Kultur, da es die Möglichkeit bot, dem entbehrungsreichen Leben wenigstens für kurze Zeit zu entfliehen.
Im Laufe der Zeit wurde diese Kultur von Einwanderern aus anderen Kulturkreisen mit immer neuen Elementen angereichert, vor allem unter dem Eindruck der zunehmenden Verdrängung der spanischen bzw. mexikanischen Machthaber im Zuge der Eingliederung von Texas in die Vereinigten Staaten. Außerdem kamen weitere kontinentaleuropäische Einflüsse hinzu, etwa Märsche, Walzermelodien, Schottische und Polkas. Beispielsweise beruht Under The Double Eagle, einer der Klassiker des Western Swing und 1936 ein großer Hit für Bill Boyd & His Cowboy Ramblers, auf dem Marsch Unter dem Doppeladler von Josef Franz Wagner, den Bob Wills später mit Texas Double Eagle in eine klassische Polka umwandelte. Teilweise wurden diese Einflüsse zunächst von afroamerikanischen Musikern adaptiert, indem sie die Polkas synkopierten und die Offbeats der Polkas auf Märsche anwendeten. Daraus entwickelte sich die typische afroamerikanische Tanzmusik im 2/4-Takt, die wiederum für weiße Musiker wie Bob Wills interessant wurde.

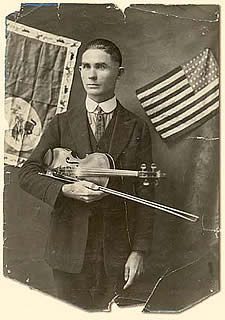
Eck Robertson um 1922

Die Fiddle blieb jedoch trotz dieser neuen Einflüsse das vorherrschende Instrument der texanischen Musikszene, das auch von den angelsächsischen Einwohnern bevorzugt wurde. Im frühen 20. Jahrhundert wurden sowohl auf lokaler als auch überregionaler Ebene zahlreiche sogenannte „Fiddle-Contests“ veranstaltet. Mit Eck Robertson ging später ein Vertreter dieser Musik als erster kommerzieller Country-Musiker in die Geschichtsbücher ein. Andere Vertreter dieser Musik waren die East Texas Serenaders, die Southern Melody Boys oder Prince Albert Hunt’s Texas Ramblers. Allerdings sind die Grenzen zwischen diesen „Vorstufen“ und dem eigentlichen Western Swing im Einzelnen umstritten. So sollen etwa die Serenaders noch nicht dazu zählen, da ihnen drei wesentliche Schlüsselelemente fehlten, die die frühen Western Swing Bands von den traditionellen Stringbands, die meist nur Instrumentalstücke spielten, absetzten: neben dem Improvisieren sowohl das Hinzufügen von Nicht-Streichinstrumenten als auch von „pop-style vocals“, also gefälligen Gesangsstimmen. Allerdings erweiterten die Serenaders das gängige Repertoire um Elemente aus dem Ragtime, um den Wünschen des Publikums nach Tänzen wie dem Two Step oder dem Foxtrott zu entsprechen. Auf diese Weise bereiteten sie den Weg für andere Bands und haben für manche Kritiker den Grundstein des Western Swing gelegt. Auch die Väter von Bob Wills und Milton Brown waren beide begeisterte Fiddler in der Breakdown-Tradition gewesen. Wills war bereits im Alter von zehn Jahren beim Square Dance und bei so genannten Ranch Dances und House Dances öffentlich aufgetreten.
Die Zeit der reinen Fiddlemusik neigte sich damals jedoch dem Ende zu. Bis Mitte der 1930er Jahre hatte sich auch der Geschmack des Publikums auf dem Land gewandelt. Einer der Organisatoren des Georgia Fiddling Contest sagte 1935: „The country folks aint’t satisfied with the simple old fiddle tunes no more. They want this jazz band music.“ Entsprechend hatten auch viele ländliche Musiker begonnen, mit neuen Stilmitteln zu experimentieren. Großer Beliebtheit erfreute sich dabei als Inspiration auch die Musik im Stil der Jazzgitarristen Eddie Lang und Joe Venuti.
Außerdem spielten die damals sehr populären Minstrel- und Vaudeville-Shows eine große Rolle, die starke afroamerikanische Elemente wie Blues und Jazz aufweisen. Seit ca. 1929 zog Wills mit einer Medicine Show durchs Land und wurde dabei stark von deren jazzigen Arrangements und dem temperamentvollen Auftreten der Darsteller beeinflusst. Insbesondere die Musik von Emmett Miller, einem der einflussreichsten Vertreters der Minstrelszene, hat nachhaltig auf ihn eingewirkt. Besonders deutlich wird dies an seiner Aufnahme von I Ain’t Got Nobody (1935), die sich gewissenhaft an Millers früherer Version orientiert. Wills typischen Zwischenrufe, seine „hoots and hollers“, finden sich auch schon bei Miller. Zu dieser Zeit wendeten sich auch viele Minstrelbands von ihrem traditionellen String-Band-Lineup ab und ersetzten die Fiddle durch Blasinstrumente. Ebenfalls vom Vaudeville beeinflusst wurden die Brüder Bill und Jim Boyd, die neben Bob Wills und Milton Brown zu den Pionieren des Genres zählen. Aufgewachsen im Grenzgebiet zwischen Texas und Oklahoma, sahen sie 1926 in der nahe gelegenen Stadt bei einer Minstrelshow einem Blackface-Künstler mit seiner Gitarre, von dessen Auftritt sie derart beeindruckt waren, dass sie sich gemeinsam eine billige Gitarre kauften und sich selbst das Spielen beibrachten.
Überhaupt spielt der afroamerikanische Einfluss eine große Rolle bei der Entstehung des Western Swing. Ähnlich wie bei der Entwicklung des Blue Yodeling aus dem Blues, nahmen auch im Südwesten weiße Künstler, die auf der Suche nach neuen Impulsen waren, gerne die stilistischen Anregungen ihrer schwarzen Kollegen auf. Dies stieß jedoch nicht immer auf Verständnis: So soll Bob Wills einmal in betrunkenem Zustand einen schwarzen Trompeter engagiert haben, der jedoch vom Publikum, das diesbezüglich weit weniger fortschrittlich war als die Musiker, in einer ansonsten ausschließlich weißen Band nicht akzeptiert wurde.

Ted Daffan's Texans – Bluest Blues (1942)

Die enge Verbindung etwa mit dem Blues zeigt sich bspw. an dem bekannten Stück St. Louis Blues, das zunächst von Bluesmusikern wie Bessie Smith, Bob Wills’ Lieblingssängerin, populär gemacht worden war und später einer der großen Klassiker des Western Swing wurde.
Ein weiterer Baustein im Fundament des Western Swing waren die so genannten „House Dances“. Diese fanden in Privathaushalten statt, der Eigentümer räumte das Wohnzimmer leer und engagierte verschiedene Musiker oder eine Band. Hintergrund dieser Veranstaltungen war zum einen, dass sich die einfache Bevölkerung die Preise der Dance Halls nicht leisten konnte. Zum anderen fühlten sich diese Personen in den vornehmen Tanzhallen nicht wohl, wo große Orchester und Blechbläser Gesellschaftsmusik spielten. Zudem konnte das Alkoholverbot der Prohibition im privaten Umfeld leichter umgangen werden.

### Anfänge
Bei einem solchen „House Dance“ in Fort Worth lernten sich in der Weihnachtszeit 1929 Bob Wills und Milton Brown kennen. Beide hatten sich schon längere Zeit in der Szene einen Namen gemacht, trafen hier jedoch zum ersten Mal aufeinander. Dem Wunsch eines Gastes entsprechend sang Brown den St. Louis Blues, begleitet von Wills und Arnspiger. Milton Brown hatte bereits in der High School gesungen und dort den Spitznamen „Harmony Boy“ erhalten. Nach seinem Abschluss hatte er neben seiner Arbeit als Zigarrenverkäufer mit Freunden in einer Band gespielt, deren Repertoire um 1928 hauptsächlich aus Barbershop und zeitgenössischen Popsongs bestand, zu denen ebenfalls I Ain’t Got Nobody gehörte.
Von diesem Zeitpunkt an arbeiteten Wills und Brown zusammen, zunächst in der Wills Fiddle Band, die erst in Fort Worth Doughboys und dann in Light Crust Doughboys umbenannt wurde, ein Werbegag ihres Sponsors Burrus Mill and Elevator Company, der eine Mehlsorte namens „Light Crust Flour“ herstellte. Beiden kam es in erster Linie darauf an, mitreißende Tanzmusik zu spielen. Deshalb kam es jedoch schon 1932 zu internen Streitigkeiten. W. Lee O’Daniel, der bei Burrus für die Radiowerbung zuständig war, wollte der Band verbieten, auf Tanzveranstaltungen aufzutreten, von denen er aufgrund möglichen Alkoholkonsums einen Imageschaden befürchtete. Stattdessen wollte er sie zwingen, nur noch in den gesponserten Sendungen im Radio aufzutreten. Brown verließ daraufhin die Doughboys und gründete seine eigene Band, die Musical Brownies. Nur ein Jahr später warf O’Daniel auch Bob Wills aus der Band, mit ihm verließ auch der als Ersatz für Brown eingesetzte Sänger Tommy Duncan die Doughboys. Wills gründete ebenfalls seine eigene Band, die Playboys, die er kurz darauf, nachdem der missgünstige O’Daniel ihn nach Oklahoma vertrieben hatte, in die Texas Playboys umbenannte.

### Die ersten Aufnahmen
Im Februar 1932 spielten die Doughboys für Victor zwei Lieder ein, die die einzige auf Schallplatten erhaltene Zusammenarbeit von Wills und Brown darstellen: Nancy Jane und Sunbonnet Sue. Für einige Autoren stellen sie die ersten Aufnahmen des Western Swing dar. Zum ersten Mal arbeitete hier eine texanische Fiddleband mit Gesang in einem weichen Stil, der sich deutlich von allem vorhergehenden unterschied: Zwar hatte schon früher mit Albert Hunt ein Vertreter der Fiddlemusik Jazzelemente verwendet und gesungen, allerdings in einem Stil, der als rau und grobschlächtig beschrieben wird. Auch andere bekannte texanische Sänger hatten in ihrem Gesangsstil bislang eher an unbeholfene Cowboys erinnert. Allerdings fehlt in beiden Aufnahmen von Wills und Brown noch jegliche Improvisation. Gary Ginell, für den die Aufnahmen aus diesem Grund auch nicht den ersten Western Swing darstellen, macht hierfür Bob Wills verantwortlich: “[…] Bob Wills could not play jazz” Wills, der die Fiddle spielt, hält sich genau an die Melodie, eine Eigenschaft, die er nie aufgab. Später hatte er mit Jesse Ashlock, Johnny Gimble und anderen immer einen begabten Violinisten, der diesen Part übernahm. Puristen sehen daher erst in den Musical Brownies die erste Western Swing Band.
Die Light Crust Doughboys respektive Wills’ und Browns eigene Bands können als die Keimzelle des Western Swing betrachtet werden. Viele Musiker, die später zu seinen herausragenden Vertretern zählten, haben entweder in einer dieser Bands gespielt oder wurden zumindest von ihnen inspiriert. Daneben brachten sie jedoch natürlich auch eigene Einflüsse ein, so dass sich mit der Zeit das Genre Western Swing entwickeln konnte.
Zu diesen von Wills oder Brown beeinflussten Musikern gehört auch Adolph Hofner. Da seine Eltern aus Böhmen im damaligen Österreich-Ungarn in die USA eingewandert waren, wurde er bereits als Kind stark von Polka und Walzern beeinflusst und spielte als Teenager mit seinem Bruder Emil in Polkabands. Begeistert von Milton Browns Musik wandte er sich dem Western Swing zu und gilt heute als derjenige, der das Akkordeon im Western Swing eingeführt hat. Aus Hofners Blickwinkel verhielt es sich jedoch andersherum: „I was about the first guy to put a country music sound to German and Czech music and to this day it follows me.“

Bob Wills & His Texas Playboys – Hang Your Head in Shame (Februar 1945; B-Seite von Smoke On the Water)

Vor allem Wills experimentierte im Laufe der Zeit mit verschiedenen Stilen und setzte neue, bisher von den Stringbands im Südwesten und Südosten nicht oder nur selten verwendete Instrumente wie Schlagzeug, Saxophon oder Trompete ein. Die Solisten bekamen Gelegenheit zum Improvisieren. Häufig wurden auch Elemente aus den unterschiedlichsten Genres eingebracht, wie etwa Blues, Mariachi oder Polka. Brown wiederum setzte mit Fred Calhoun erstmals einen Pianisten in einer Stringband ein, von ihm übernahmen die Brownies die Jazzimprovisation. Als Gitarristen heuerte er Bob Dunn an, der als erster eine elektrisch verstärkte Steel Guitar benutzte und diese im Western Swing etablierte.
Brown erweiterte auch das Repertoire. Auch zuvor hatten die Stringbands schon beliebte Lieder in ihren Fundus aufgenommen, allerdings handelte es sich dabei in der Regel um viktorianische Balladen aus der Zeit um die Jahrhundertwende. Im Gegensatz dazu verwendete Brown oft zeitgenössische Songs aus Pop und Jazz.

### Blütezeit
Texas war aufgrund des Öl-Booms von den schlimmsten Auswirkungen der Weltwirtschaftskrise verschont geblieben. Trotzdem waren die Zeiten Anfang der 1930er Jahre hart und neben den Arbeitern auf den Ölfeldern suchte auch die einfache Landbevölkerung nach einem Ventil, um gelegentlich „Dampf abzulassen“. Der neue Musikstil, der von Anfang an primär als mitreißende Tanzmusik konzipiert gewesen war, konnte deshalb zunächst in den Tanzlokalen von Texas und Oklahoma große Erfolge feiern. Aber auch in Kalifornien, wohin es viele Bewohner der Dust Bowl auf der Suche nach einem besseren Leben verschlagen hatte, fiel der Western Swing auf fruchtbaren Boden: Während des Zweiten Weltkriegs arbeiteten viele der Neuankömmlinge in den großen Rüstungsfabriken in Südkalifornien. In den dortigen großen Tanzhallen wurde die Musikrichtung begeistert aufgenommen und es bildete sich eine Vielzahl neuer Bands. Einer ihrer erfolgreichsten Vertreter war die Band von Spade Cooley, dessen Orchester zeitweilig mehr als zwanzig Musiker umfasste. Der Western Swing kalifornischer Prägung hatte jedoch einen weicheren und gefälligeren Sound als die ursprüngliche texanische Musik.
1940 hatte Bob Wills mit New San Antonio Rose, einer mit Text versehenen Neuauflage seines populären Instrumentalstücks, den ersten großen Hit des Genres auf nationaler Ebene. Allerdings kam es hier nicht zu einem großen Boom, der mit den Erfolgen in den westlichen Staaten vergleichbar wäre. Nur wenige Künstler waren hauptsächlich im Osten aktiv, etwa Hank Penny oder Louise Massey, wobei letztere jedoch nicht primär als Vertreterin des Western Swing einzuordnen ist.
Von den in den 1930er und 1940er Jahren aus den gemeinsamen Wurzeln der überlieferten Old-Time Music entstandenen neuen Stilrichtungen (zum Beispiel Honky Tonk und Bluegrass) entfernte sich der Western Swing am weitesten von den Ursprüngen. Seine Popularität unter den Anhängern der (damals noch sogenannten) „Hillbilly-Musik“ war daher begrenzt. Vielen war der Sound zu „jazzig“. Außerdem gab es immer wieder Kontroversen mit den traditionellen Vertretern der Hillbilly-Musik, denen die Experimentierfreude des Western Swing nicht geheuer war. 1944 gipfelte dies in Bob Wills’ Verbannung aus der Grand Ole Opry, nachdem er es gewagt hatte, dort mit einem Schlagzeug aufzutreten. Nach Ansicht der Opry-Offiziellen stellte dies eine „Verletzung der Reinheit der Musik“ dar.
Zur Popularität des Western Swing trugen außerdem auch Filmauftritte einiger Interpreten bei, hauptsächlich in Western. Seit Anfang der 1930er Jahre hatten sich in den Filmen verschiedenen Westernhelden Gesangseinlagen eingebürgert, daraus entwickelten sich später die Singenden Cowboys. Für die Produzenten dieser Filme lag es nahe, als Begleitung des singenden Stars oder als Ersatz für Stars, die selbst nicht singen konnten oder wollten, etablierte Bands zu engagieren, die auch ein Westernimage hatten, etwa The Sons of the Pioneers oder die Cass County Boys. Als erste Künstler aus dem Bereich des Western Swing traten 1938 Pee Wee King & His Golden West Cowboys an der Seite von Gene Autry in Gold Mine In The Sky auf. Nachdem Bob Wills 1940 mit New San Antonio Rose einen nationalen Hit gelandet hatte, bot ihm das Monogram Studio an, in Tex Ritters Take Me Back To Oklahoma die musikalische Begleitung zu übernehmen, allerdings musste er dafür sein Orchester auf fünf Mann verkleinern. Da der Auftritt vom Publikum positiv aufgenommen wurde, folgten weitere Gastspiele an der Seite von Penny Singleton, Russell Hayden und Charles Starrett. 1942 trat Bill Boyd in sechs Filmen der kurzlebigen Frontier Marshals Serie auf, wurde jedoch von Kritikern als in der Cowboy-Rolle unglaubwürdiger und schrecklicher Schauspieler verhöhnt.
Spade Cooleys Orchester hatte 1944 seinen ersten Auftritt an der Seite von Bob Crosby in The Singing Sheriff. Weitere Filme folgten auch hier, darunter die dokumentarischen Kurzfilme Spade Cooley, King of Western Swing (1945) und Spade Cooley and His Orchestra (1949). Allerdings konzentrierten sich alle der genannten hauptsächlich auf ihre Karrieren als Musiker. Die einzige Künstlerin aus dem Bereich des Western Swing mit einer Filmkarriere war Carolina Cotton, die während und nach dem Krieg schon mit Dude Martin, Spade Cooley, Tex Williams und Bob Wills aufgetreten war. Nachdem sie 1944 an der Seite von Roy Acuff in Sing, Neighbor, Sing eine kleine Rolle als Jodlerin hatte, spielte sie mehrfach neben Ken Curtis, Charles Starrett, Gene Autry und Eddy Arnold.

### Ende der goldenen Ära und Gegenwart
Parallel zur Entwicklung in der Western Music war Ende der 1940er Jahre die große Zeit des Western Swing zu Ende; als Tanzmusik wurde er von Rockabilly und Rock ’n’ Roll verdrängt. Einer der letzten Vertreter der goldenen Ära waren Hank Thompson and the Brazos Valley Boys, die in den 1950er Jahren einen härteren, vom Honky Tonk inspirierten Stil spielten, den sie Honky Tonk Swing nannten. Ähnliches gilt für Bob Wills’ 21 Jahre jüngeren Bruder Billy Jack Wills, der mit seiner 1952 gegründeten Band die Umwälzungen in der Musik vorwegnahm: Zwar hatte seine Musik auch die typischen Big-Band-Elemente, er experimentierte aber auch mit dem Jump Blues und dem sich entwickelnden Rhythm and Blues, wobei er oft einen 4/4-Takt anstelle des 2/4-Takts verwendete, den Bob Wills bevorzugt hatte. Daneben nahm er auch Elemente des Rockabilly auf, wie bspw. härtere Rhythmen und Schlagzeug-Beats.
Es gab und gibt aber immer wieder einzelne Bands, die mit dieser Stilrichtung Erfolg haben, wie zum Beispiel Asleep at the Wheel, Prairie Oyster oder Hot Club of Cowtown. Die moderneren Varianten werden auch als Western Swing Revival bezeichnet. Auch Vertreter der modernen Country-Musik greifen immer wieder auf das Western-Swing-Repertoire zurück, etwa George Strait, der 1984 einen Nummer-eins-Hit mit einer Cover-Version des Klassikers Right or Wrong hatte, den der Minstrel-Künstler Emmett Miller bereits vor Wills und Brown aufgenommen hatte. Im Mai 2011 wurde der Western Swing von Senat und Repräsentantenhaus des Staates Texas zur „official State Music of Texas“ erklärt.

## Charakteristik
In seinem Kern ist der Western Swing die Verbindung der damals populären Stile des Jazz und des Big Band Swings mit der Kultur des amerikanischen Südwestens. Die musikwissenschaftliche Einordnung des Genres, insbesondere die Abgrenzung zu Jazz und Country, ist jedoch umstritten.

### Abgrenzung
Teilweise wird der Western Swing heute als „country’s jazzy substyle“, also als eine Unterkategorie der Country-Musik angesehen. Auch Art Satherly, legendärer Produzent und A&R-Verantwortlicher für Columbia, der den Begriff Western Swing aufgrund seiner „uptown swing-band connotations“ ablehnte und Wills vergeblich gedrängt haben soll, auf Blechbläser zu verzichten, hat Wills’ Musik in die Kategorie „Country“ eingeordnet, wobei allerdings zu beachten ist, dass er auch Blues und andere „race music“ derart klassifiziert hat. Dieser Einordnung des Western Swing soll jedoch nach Stimmen in der Literatur nur zuzustimmen sein, wenn man jede amerikanische Musik mit ländlichem Hintergrund als Country bezeichnet.
Eine dieser Ansicht entgegengesetzte Sichtweise vertritt die Historikerin Jean Ann Boyd: “[…] Country is an inappropriate and misleading label for Western Swing.” Ihr zufolge handelt es sich um ein eigenständiges kulturelles Phänomen, dessen Wurzeln in der Eigenart der texanischen Kultur liegen. Sowohl Texas als auch Oklahoma seien bis ins 20. Jahrhundert weitgehend landwirtschaftlich geprägt gewesen. Ebenso wie der mexikanische Conjunto habe sich der Western Swing an ein ländliches Publikum gerichtet, das aus den verschiedensten Gründen in die Städte abgewandert sei, jedoch seine Eigenarten und Vorlieben bewahrt habe. Die frühen Zentren des Western Swing seien “basically extensions of the rural countryside” gewesen. Ihre Schlussfolgerung: “Western Swing was jazz created by and for country folk.” Hintergrund der allgemeinen Wahrnehmung des Genres ist für Boyd die Entscheidung der damaligen Plattenindustrie, mangels Vorhandensein einer geeigneten Kategorie den neuen Stil als Hillbilly einzuordnen.
Diese Ansicht wird auch von anderen Autoren vertreten: Aus Gründen der Vereinfachung sei es noch in den 1930er Jahren in der Presse im Umgang mit der Musik der kleinen Leute üblich gewesen, die afroamerikanische Musik als „race music“ zu bezeichnen und die Musik der Weißen unter dem Begriff „Hillbilly“ zusammenzufassen. Auch für Robert Palmer bestand das Problem des Western Swing, vor allem bezogen auf die Musical Brownies, darin, dass er gewissermaßen zwischen allen Stühlen saß: „Their music has proved too jazzy and swinging to win them a prominent place in the annals of country music, too „hillbilly“ to be taken seriously by jazz scholars, too full of regional quirks to be accepted as mainstream pop.“
Auch Bob Wills selbst empfand seine Musik als nicht dem Country-Genre zugehörig: Bereits legendär ist die Abneigung von Bob Wills gegen die Begriffe Country oder gar Hillbilly. Er hasste das damit verbundene Hinterwäldler-Image und bemühte sich, seine Band in Auftreten und Musik von den zeitgenössischen Hillbilly-Bands abzugrenzen. Er selbst sah sich lieber in der Tradition von Bandleadern wie Tommy Dorsey. Als er 1968 in die Country Music Hall of Fame aufgenommen wurde, mussten ihn seine Freunde überreden, sie überhaupt nach Nashville zu begleiten. Er selbst glaubte nicht an eine Aufnahme, zumal er immer darauf bestanden hatte, keine Country-Musik zu spielen, und sich auch nicht mit der Opry verbunden fühlte. Bill C. Malone geht davon aus, dass die Country Music Association „offensichtlich“ Country als jegliche Musik ländlichen Ursprungs definiert habe, sich vor allem jedoch Wills’ großen Einflusses auf die Entwicklung der Country-Musik bewusst gewesen sei.

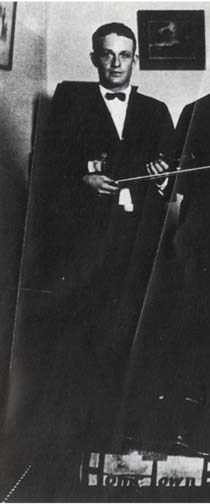
Clayton McMichen, um 1925

Ähnlich wie Wills sah dies auch Clayton McMichen, der 1931 im Streit die Skillet Lickers verlassen und sich mit den neu gegründeten Georgia Wildcats einem jazzigeren Stil zugewandt hatte. Seinen ehemaligen Bandkollegen warf er 1958 in einem Interview musikalische Rückständigkeit vor. Außerdem lehnte er das von ihnen gepflegte Hillbilly-Image ab: „That ’hillbilly’, we fought it, teeth and toenails.“ Norm Cohen zufolge unterschied McMichen nicht zwischen Country, Pop oder Jazz, sondern zwischen altmodischer und moderner Musik.
Zwischen diesen beiden Extrempositionen – also der Einordnung als Country einerseits oder Jazz andererseits – hat sich eine vermittelnde Ansicht etabliert. Demnach ist Western Swing weder die traditionelle Musik, die der junge Bob Wills von seinem Vater gelernt hat, noch ist es reiner Jazz. Weit verbreitet ist daher die Auffassung, dass der Western Swing nicht ohne weiteres in eine vorhandene Kategorie eingeordnet werden kann, sich einer Kategorisierung geradezu entzieht (“[…] it is indeed beyond category.”) und eigenständige Wesenszüge aufweist: “[…] a unique musical hybrid of big band and string band” An anderer Stelle wird er als „the prototypical synthesis music“, der Prototyp der musikalischen Synthese bezeichnet, der „offensichtlich“ seinen Platz in jeder Untersuchung des Jazz verdiene.
In seiner Kommentierung zu Columbias wegweisender Bob Wills Anthology (1973) weist William Ivey, der damalige Direktor der Country Music Foundation, einerseits darauf hin, dass der Western Swing eine eigene Kunstform („distinctive art form“) sei. Um ihn wirklich würdigen zu können, müsse der Hörer jede möglicherweise vorgefasste Meinung hinsichtlich der Natur und des Sounds der Country-Musik aus seinem Denken verbannen. Gleichzeitig nennt er ihn auch eine der bedeutendsten Unterkategorien der Country-Musik-Tradition. Dieser Formulierung ist mit dem Argument widersprochen worden, genauso gut könne man ihn als Unterkategorie des Jazz, Swing oder der Populärmusik ansehen. Besser sei die Formulierung „bedeutendster Einfluss auf die Country Music Tradition“.
Anderen Kommentatoren zufolge erinnere der Western Swing nur entfernt an die „Country and Western Music“, wie man sie heute kenne. Er kombiniere „country string band sounds“ mit schwungvollen Blechbläsern, wie man sie vom Dixieland gewohnt sei, und geschmeidigem Gesang im Pop-Stil anstelle von nasalem Twang. Diese Kombination – String Band, Blechbläser/Jazz und gefälliger Gesang – kann als standardmäßige Beschreibung des Western Swing angesehen werden, verknüpft mit dem Hinweis auf die sich daraus ergebenden Synergie-Effekte: „It was from the start (…) its own music, something more than its parts“.

### Stilfragen
Die Verwandtschaft des Western Swing mit dem Jazz soll jedoch vor allem auch stilistischer Art sein: Während es sich bei den Light Crust Doughboys und ihren Vorgängern der Instrumentation nach noch um eine reine String-Band handelte, waren Melodie und Rhythmus eindeutig an den Jazz angelehnt und auf Tanzbarkeit ausgerichtet. Dies gilt erst recht für die Musik der späteren Texas Playboys, bei der es sich im Grunde genommen um Jazz bzw. Swing handelt, der mit Fiddle und Steel-Guitar angereichert ist. Mit der zur gleichen Zeit produzierten Hillbilly-Musik ergeben sich kaum Gemeinsamkeiten.
Andererseits bestehen auch zum „echten“ Jazz einige Unterschiede. So ist beim Western Swing immer die Fiddle das führende Instrument, nach dem sich die anderen richten. Auch das Ausmaß der Improvisation soll beim Western Swing höher gewesen sein als bei den zeitgenössischen Blechbläser-Orchestern. Viele seiner Interpreten waren Autodidakten, die keine Noten lesen konnten, ihre Musik nach Gehör spielten und daher auf das Improvisieren angewiesen waren, auch um ihre Individualität zu betonen. Cliff Bruner bestätigt dies, er habe neue Lieder im Radio oder auf Schallplatten gehört und sie auf seine Art nachgespielt: „These tunes would come out and I’d just improvise on them and play them. I’d set my own style; there were many different fiddle men who set a style of playing.“
Adolph Hofner, der zu Beginn seiner Karriere stark vom Milton Brown beeinflusst wurde, hat erklärt: „They (die Musical Brownies) played jazz then, the same as New Orleaans jazz, but without the horns. They did it with strings.“ In einer von dem Historiker Charles Townsend durchgeführten Studie gaben sämtliche ehemaligen Mitglieder von Bob Wills’ Band an, ihre Musik sei stilistisch dem Jazz ähnlicher gewesen als jedem anderen Musikstil. Leon Mc Auliffe, neben Bob Dunn einer der Pioniere an der Steel Guitar und Mitglied der Texas Playboys erinnert sich: “I can’t think of a country artist we ever listened to and learned their tunes. We listened to Benny Goodman, Glenn Miller, Louis Armstrong …”
Äußerlich traten die meisten Bands in den von Wills eingeführten Western-Anzügen auf. Im Hinblick darauf erklärt Ray Benson, Frontmann von Asleep at the Wheel: „Bob Wills and The Texas Playboys were probably responsible for the ‚W‘ in ‚C&W‘“ und weist auf den immensen Einfluss hin, den der von Bob Wills eingeführte Dress-Code auf das Image der Country-Musik seit den 1940er Jahren hatte. Ironischerweise wurde nämlich – trotz aller stilistischer Auseinandersetzungen – gerade dieses Outfit mehr und mehr von den Hillbilly-Bands übernommen und führte so – gemeinsam mit den Singenden Cowboys – im Laufe der Zeit zur Identifikation der Country-Musik, wie das Hillbilly-Genre nach dem Zweiten Weltkrieg genannt wurde, mit dem Cowboy.

## Wichtigste Interpreten
Wegbereiter
- Bob Wills And His Texas Playboys
- Milton Brown And His Musical Brownies

Texas
- Cliff Bruner
- Hank Thompson
- Smokey Wood
- Swift Jewel Cowboys

Kalifornien
- Spade Cooley And His Orchestra
- Hank Penny
- Tex Williams And His Western Caravan

Swing Revival
- Asleep at the Wheel